# Midombo
Midombo ou Midombô est un quartier cotonois situé dans le troisième arrondissement de la ville dans le département du Littoral au Bénin,,,. Le marché du quartier actuellement en construction fait partie du programme de construction de trente-cinq marchés modernes du gouvernement du président Patrice Talon.
Selon un rapport de février 2016 de l'Institut National de la Statistique et de l'Analyse Économique (INSAE) du Bénin intitulé Effectifs de la population des villages et quartiers de ville du Bénin (RGPH-4, 2013), le quartier Midombo comptait 5049 habitants en 2013.